# Krew Manitou
Krew Manitou – powieść z gatunku horroru autorstwa Grahama Mastertona, wydana w 2005 roku. Czwarta część cyklu Manitou.
Krew Manitou opowiada o wampirzej epidemii, która wybucha w Nowym Jorku. Zarażeni stają się „bladymi ludźmi”, istotami pełnymi adrenaliny, co daje im możliwość wyginania się do woli, wspinania się po gładkich ścianach oraz naprzyrodzoną siłę. „Blady człowiek” to tylko faza przejściowa wampira, czyli strigoi. „Blady” nie może wypić dowolnej ilości krwi, ale jest wrażliwy na światło. Wampirzyca nazywa się strigoica. Zarażeni przenoszą wirusa jak wirusa HIV – drogą płciową. Wampiry sprowadził do Ameryki biznesmen, chcący się zemścić za zamordowanie rodziny przez Indian. Wszystkie wampiry gromadzą się w gnieździe, którego strzeże svarcolaci, co znaczy „martwy wampir” lub „Zbieracz Wampirów”. Strażnikiem gniazda strigoi w Nowym Jorku jest Vasile Lup, Wilk. Sam zbieracz nie stanowiłby większego problemu dla Harry’ego, Gila, Franka i Jenici. Ale w martwym wampirze ukrywa się odwieczny wróg Erskine’a – Misquamacus, szaman, którego Manitou został zespolony w całość podczas ataku na World Trade Center 11 września 2001 roku, kiedy to szaman zawezwał Wilka. Aby obronić Nowy Jork przed Misquamacusem, Harry musi przejąć wampirzego wirusa – staje się w ten sposób pół wampirem, pół człowiekiem, co Cyganie nazywają określeniem: dhampir.